# Санчурск
Са́нчурск (луговомар. Шынчара́, горномар. Санцара́) — посёлок городского типа, административный центр Санчурского района Кировской области России. Образует Санчурское городское поселение.

## Этимология
Название Санчурск восходит к названию древней марийской крепости Санцара (Шанчара), расположенной недалеко от одноимённого озера и на месте которой находится посёлок.
По другой версии название происходит от чувашского Санчур (сан — твой, чур — слуга, вассал). Местный марийский князь присягнул на верность царю Волжской Болгарии «Я твой слуга — санчур», что впоследствии трансформировалось в Санчурин, а затем и в Санчурск.

## География
Посёлок расположен на реке Большая Кокшага в месте впадения в неё притоков Мамокша и Меленка на крайнем юго-западе области, в 230 км к юго-западу от областного центра города Кирова, в 50 км к северо-западу от Йошкар-Олы и в 31 км от железнодорожной станции Нужъялы.
Санчурск состоит из двух частей: основная часть находится на правом берегу Большой Кокшаги, микрорайон Пивзавод — в левобережье на реке Мамокша. Расстояние между двумя частями — около 2 км, единственная связующая дорога проходит через село Городище, которое ошибочно принимают за посёлок.
Посёлок (основная его часть) ограничен Большой Кокшагой с севера, востока и юго-востока. На юго-западе и западе посёлок примыкает к болоту в низовьях реки Удюрма. Транспортное сообщение осуществляется через северо-западную часть посёлка (автодорога на Килемары) и по единственному в посёлке мосту через Большую Кокшагу (автодороги на Йошкар-Олу и Яранск).

## История
Город Санчурск (Царевосанчурск) был известен тем, что через него проходил Галицкий (Старый Казанский) тракт трассировкой Казань — Озёрки — Царевококшайск — Царевосанчурск — Галицкое княжество. Этот тракт был известен ещё во времена Казанского ханства, когда ещё ни Царевосанчурска, ни Царевокошайска не было.
Также к Царевосанчурску из Нижегородской земли, через дремучие леса и болота вела Ратная тропа (Ратник), по которому шли войска, чтобы воевать Казань (или участвовать в Черемисских войнах).
Коренным населением местности являются марийцы. В июне 1552 года Иван Грозный начал 3-й поход против Казанского ханства. В «Сказании об Иване Грозном» говорится об основанной марийским князем Балтаушем (Болтушем) на пути к Казани крепости Шемчуры, которая должна была остановить наступление. Между войском Ивана Грозного и Балтаушем развязалась битва, в которой марийское войско было разгромлено, а на территории Шемчуры основана русская крепость Царёво-Шемчурград, впоследствии город Царёвосанчурск. Однако дорога, по которой шло войско Ивана Грозного, располагалась ниже в правобережье Волги, а само сказание было написано гораздо позже, в XVIII веке.
В 1582 году в поволжских территориях татар, марийцев, удмуртов, мордвы прошли бунты. На подавление были отправлены правительственные войска воевод И. М. Елецкого и И. М. Воротынского. Главные силы мятежников потерпели поражение к 1584 году. Эти события дали повод для появления сказания «О ратной тропе», события которого трактуются некоторыми исследованиями как борьба Балтауша с Иваном Грозным.
В 1584 году Борис Годунов велел устроить здесь крепости Цивильск, Уржум, Царевосанчурск, Царевояранск, Царевококшайск (ныне Йошкар-Ола) и другие. Руководил постройкой крепости князь Григорий Осипович Засекин, воевода большого полка крепости. Для защиты был возведён деревянный Царевосанчурский кремль с примыкающим к нему острогом. Соседние с крепостью территории передавались русским помещикам, воеводам, купцам и заселялись крепостными крестьянами из соседних районов и центральных губерний. Царёвосанчурск стал центром уезда.
В начале XVII века в Поволжье прокатилась волна крестьянских выступлений, вызванная тяжёлыми условиями жизни. Власть в городе была захвачена мятежными крестьянами. Впоследствии волнения были подавлены. В 1648 году 40 пеших стрельцов из Царевосанчурска были направлены на Симбирскую черту основать городок Юшанск. В 1708 году в ходе первой административной реформы Петра I Царёвосанчурский уезд был приписан к Казанской губернии. В 1780 году уезд вошёл в образующееся Вятское наместничество. 28 мая 1781 года императрица Екатерина II утвердила герб Царёвосанчурска. В 1794 году в городе произошёл крупный пожар, в результате которого сгорело большинство деревянных построек, включая кремль. В 1796 году после преобразования Вятского наместничества в губернию Царёвосанчурск, не успевший отстроиться после пожара, был зачислен заштатным городом Вятской губернии, а земли его уезда переданы в Яранский уезд.
Декретом ВЦИК от 15 октября 1923 г. в Вятской губернии заштатный город Царевосанчурск Яранского уезда переименован в город Санчурск. В 1929 году оно становится центром Санчурского района. Летом 1942 года преобразовано в посёлок городского типа.
Основные даты
- 1584 г. — на месте марийского поселения русскими воинами построен город-крепость Царевосанчурск.
- 1761 г. — построена Тихвинская церковь.
- 1861 г. — при Владимирской церкви открыта первая в городе церковно-приходская школа, а в 1963 году начались занятия в мужском училище.
- 1868 г. — предпринимателем В. Ф. Булыгиным построены первые промышленные предприятия: маслобойка и спиртопивоваренный завод.
- 1906 г. — в Царевосанчурске произошёл крестьянский бунт. Были разрушены полицейский участок и квартиры земских начальников.
- 19 января 1918 г. — в городе провозглашена власть советов.
- 1923 г. — Царевосанчурск переименован в Санчурск и преобразован в село. С 1929 года оно — центр одноимённого района.
- 1933—1934 г. — методом народной стройки возведено здание районной больницы.
- 1941—1945 гг. — из Санчурска и района ушло на фронт свыше 14 тысяч человек. Семи землякам присвоено звание Героя Советского Союза.
- 1942 — село преобразовано в рабочий посёлок.
- 1967 г. — открыт народный краеведческий музей.
- 1989 г. — Санчурск соединён асфальтированной дорогой с областным центром. Построен железобетонный мост через Большую Кокшагу.
- 2006 г. — образовано Санчурское городское поселение.

## Население
| 1646  | 1678  | 1959  | 1970  | 1979  | 1989  | 1993  | 2002  | 2009  |
| ----- | ----- | ----- | ----- | ----- | ----- | ----- | ----- | ----- |
| 171   | ↘48   | ↗4889 | ↗6603 | ↗6899 | ↘6490 | ↘6300 | ↘5718 | ↘4585 |
| 2010  | 2012  | 2013  | 2014  | 2015  | 2016  | 2017  | 2018  | 2019  |
| ↗4727 | ↘4521 | ↘4405 | ↘4326 | ↘4256 | ↗4261 | ↘4169 | ↘4107 | ↘4058 |
| 2020  | 2021  |       |       |       |       |       |       |       |
| ↘4015 | ↘3865 |       |       |       |       |       |       |       |

Марийское население местности относится к этнографической группе северо-западных, занимающей среднее положение между горными и луговыми марийцами по языку и культуре.

## Экономика
Промышленность
- Санчурский маслозавод (масло, сгущённое молоко).
- Предприятие «Хлеб» (хлебопродукция).

Сельское хозяйство
- Сельхозпредприятие «Правда» (молоко, хлеб).
- Сельхозпредприятие «Флэкс Маркет» (лён, льноволокно).
- Сельхозпредприятие «Рассвет» (молоко, мясо, зерно, сено и др. продукция).

## Достопримечательности
- Санчурский исторический музей.
- Тихвинская церковь.

## Знаменитые уроженцы
- Ефимова, Нина Аркадьевна — советский и российский журналист, искусствовед.
- Кирпичников, Пётр Анатольевич — советский химик-органик, член-корреспондент РАН.